# Orphinus kabakovi
Orphinus kabakovi – gatunek chrząszcza z rodziny skórnikowatych i podrodziny Orphilinae.
Gatunek ten opisany został w 2014 roku przez Jiříego Hávę i Marcina Kadeja na podstawie pojedynczego samca.  Epitet gatunkowy nadano na cześć Olega Kabakowa, który odłowił holotyp.
Chrząszcz o owalnym ciele długości 2,3 mm, gęsto i dość długo jasnobrązowo owłosionym, wyraźnie punktowanym, od spodu ubarwionym ciemnobrązowo, a z wierzchu ciemno- i jasnobrązowo. Głowa z dużymi oczami złożonymi, wyraźnym przyoczkiem środkowym i 11-członowymi, jasnobrązowymi czułkami. Boczne brzegi przedplecza widoczne od góry w części przedniej. Na pokrywach jaśniejszy oskórek występuje pod barkami i w połowie długości. Paramery samca są U-kształtne z zakrzywionymi do wewnątrz wierzchołkami. Jego prącie jest w widoku bocznym nieco zakrzywione w części nasadowej, a widoku od przodu proste.
Owad palearktyczny, znany z tylko z lokalizacji typowej w Afganistanie, położonej około 30 km od miasta Dżalalabad.